# Direction régionale de l'Industrie, de la Recherche et de l'Environnement
La direction régionale de l’Industrie, de la Recherche et de l’Environnement (DRIRE) était un service déconcentré du ministère français de l'Écologie assurant des missions relevant de ce ministère et des missions relevant du ministère de l'Économie et des Finances.
Dans le cadre de la révision générale des politiques publiques (RGPP), les DRIRE ont été réorganisées entre 2009 et 2010. Leurs missions ont été reprises par les DREAL et les DREETS sauf  :
- en Île-de-France, où une direction régionale et interdépartementale de l'Environnement et de l'Énergie (DRIEE) a été créée au 1er juillet 2010 ;
- dans les départements d'outre-mer (DOM), où des directions de l'Environnement, de l'Aménagement et du Logement (DEAL) et des directions des Entreprises, de la Concurrence, de la Consommation, du Travail et de l'Emploi (DREETS) ont été créées au 1er janvier 2011 (Guadeloupe, Guyane, Martinique, Mayotte et La Réunion).

## Histoire et organisation
Ces services régionaux et interdépartementaux ont été créés en 1983 sous le nom de directions régionales de l'Industrie et de la Recherche.
En 1992, elles prennent le nom de direction régionales de l'Industrie, de la Recherche et de l'Environnement, à la suite du décret no 92-626 du 6 juillet 1992.
Il y avait jusqu'à 2008 une DRIRE pour chacune des vingt-deux régions métropolitaines, plus une DRIRE commune aux trois régions d'outre-mer : Guadeloupe, Guyane et Martinique, ainsi qu'une DRIRE pour La Réunion.
La RGPP a conduit à leur remplacement par les DREAL (DRIEE en Île-de-France), pour ce qui concerne les missions liées à l'environnement, et les DREETS, pour ce qui concerne les missions de développement industriel et de métrologie.
L'organigramme des DRIRE reflétait deux principes d'organisation :
- géographique : elles possédaient des subdivisions territoriales (en général infra-départementales) regroupées au sein des groupes de subdivisions ;
- fonctionnelle : une organisation par activité (services destinés aux différents champs d'intervention).

Les délégués régionaux à la Recherche et à la Technologie (DRRT) étaient rattachés aux DRIRE depuis 1983 ; dans le cadre de la RGPP, ils sont désormais placés auprès des secrétaires généraux pour les Affaires régionales (SGAR).

## Missions et actions
Les missions et les actions des DRIRE étaient multiples et s'exerçaient dans les domaines suivants :
- environnement industriel ;
- sous-sol, mines, carrières ;
- appareils à pression ;
- canalisations de transport ;
- énergie ;
- sûreté nucléaire et radioprotection (depuis 2006, cette mission relève de l'Autorité de sûreté nucléaire) ;
- véhicules ;
- développement industriel ;
- métrologie.

### Environnement
Leurs activités avaient pour rôle de maîtriser les impacts des installations classées pour la protection de l'environnement (ICPE) sur l'environnement, les biens et les personnes. Leurs missions concernaient aussi bien les risques accidentels que les rejets environnementaux chroniques.
Les DRIRE avaient également un rôle d'animation au sein des associations de surveillance de la qualité de l'air. Dans certaines régions elles assuraient le secrétariat des SPPPI.

### Sous-sol, mines, carrières
Les DRIRE étaient chargées de l'instruction :
- des dossiers pour les titres miniers (permis de recherche, d'exploitation ou de concession) ;
- des demandes d'autorisation d'exploitation de carrières soumises à la réglementation des installations classées ;
- des demandes d'autorisations d'exploitation des sources d'eau minérale.

Les inspecteurs des ICPE assurent également le suivi des autorisations de carrières et la surveillance des exploitations des sources d'eau minérale.
Ceux-ci sont parallèlement désignés inspecteurs du travail pour toutes les exploitations de carrières et assurent le contrôle du respect du « règlement général des industries extractives » (RGIE) dans les carrières relatif à la sécurité du personnel au travail.

### Canalisations de transport
Les missions de contrôle des canalisations de transport consistaient à :
- procéder à l’instruction administrative des projets de canalisation de transport ;
- vérifier le respect du règlement de sécurité et des autres dispositions techniques applicables ;
- préparer ou délivrer l’autorisation de mise en gaz ou de mise en service suivant le cas ;
- proposer aux préfets de porter à la connaissance des élus concernés les risques présentés par les canalisations conformément à l’article L 121-2 du Code de l’urbanisme ;
- examiner les plans de surveillance et d’intervention ;
- s’assurer de la réalisation des exercices de mise en œuvre des plans de surveillance et d’intervention, lorsque de tels exercices sont prévus ;
- veiller à la mise à jour des études de sécurité et des plans de surveillance et d’intervention ;
- instruire les dossiers de réparations, de modifications ainsi que les demandes de dérogation ;
- proposer les mesures d’urgence en cas d’incident ou d’accident, procéder à l’enquête nécessaire et examiner les conditions de remise en service.

### Sûreté nucléaire et radioprotection
Les DRIRE intervenaient en matière de contrôle de la sûreté nucléaire et de la radioprotection. Ces missions ont été reprises fin 2006 par l'Autorité de sûreté nucléaire (ASN), autorité administrative indépendante créée par la loi du 13 juin 2006 relative à la transparence et à la sécurité en matière nucléaire.
Les 11 divisions territoriales de l'ASN (Bordeaux, Caen, Châlons-en-Champagne, Dijon, Douai, Lyon, Marseille, Nantes, Orléans, Paris et Strasbourg) ont continué à être hébergées par les DRIRE, dont le directeur assurait également la fonction de délégué territorial de l'Autorité de sûreté nucléaire.

### Véhicules
Les DRIRE étaient chargées du contrôle des véhicules routiers neufs, transformés ou importés. Elles assuraient également le suivi des centres de contrôle technique privés des véhicules légers (CCTVL) ainsi que le suivi des centres de contrôle technique privés des véhicules poids lourds (CCTPL).
C'est l'ancien nom de cette administration, dû à l'activité principale de l'époque de contrôle des mines, qui est à l'origine des expressions « passage aux Mines » (homologation d'un véhicule), « type Mines » (remplacé par le CNIT) et « plaque minéralogique ».
L'activité « contrôle technique périodique des poids-lourds » des DRIRE a été privatisée au cours du premier semestre de l’année 2005.
On appelle « réception » le fait de présenter un véhicule à la DRIRE afin que celui-ci soit certifié conforme aux exigences fixées par les normes européennes, en vue de son immatriculation. Une réception peut être accordée soit : 
- par type à un constructeur, sur la base d’un prototype représentatif d’un véhicule produit en série (véhicules neufs uniquement) ;
- à titre isolé à un particulier, pour un véhicule donné (neuf, transformé ou importé) ; cette réception constitue un préalable indispensable à l’obtention du certificat d’immatriculation auprès des préfectures.

Les réceptions de véhicules neufs sont désormais délivrées par le Centre national de réception des véhicules (CNRV), organisme public qui dépend depuis le 1er juillet 2010 de la direction régionale et interdépartementale de l'Environnement et de l'Énergie (DRIEE) d’Île-de-France.
Les réceptions à titre isolé sont désormais de la compétence des DREAL régionales.

### Développement industriel
Les DRIRE intervenaient pour accompagner le développement des petites et moyennes industries. Les divisions « Développement industriel », rattachées depuis 2009/2010 aux DREETS, assuraient cette mission avec pour objectifs prioritaires :
- accompagner les entreprises pour les aider à mener à bien leurs projets de développement notamment en utilisant les aides financières à destination des entreprises, en instruisant et en assurant le suivi des dossiers individuels de demande de subvention ;
- concevoir et animer des actions pour assurer des conditions favorables au développement des entreprises. L'animation du tissu vise essentiellement à faire émerger des synergies entre les entreprises et leur environnement et à mener des actions de sensibilisation sur les enjeux majeurs de développement des PME/PMI ;
- connaître le tissu industriel régional afin de comprendre et anticiper ses évolutions. Ceci comporte notamment une analyse des enjeux industriels par secteur d'activité et par bassin d'emplois.

### Métrologie
Les missions des DRIRE en métrologie découlaient de la politique de métrologie définie par le plan gouvernemental pour la métrologie établi en 1998. Cette politique dont l'animation et la mise en œuvre au niveau central relevaient de la DARQSI, sous-direction de la Sécurité industrielle et de la Métrologie (SDSIM), comprenait deux domaines principaux :
1. Le domaine réglementé (métrologie légale) ; certaines opérations de mesurage et certaines catégories d'instruments de mesure étaient soumises à un contrôle réglementaire, placé sous l'autorité des DRIRE au niveau régional ; ainsi les DRIRE avaient la charge, en métrologie légale, de :
  - agréer les organismes relevant de leur responsabilité,
  - surveiller les organismes chargés d'opérations de contrôle métrologique,
  - assurer certaines opérations de contrôle en l'absence d'organismes,
  - concourir à la surveillance du marché pour l'application des directives européennes « nouvelle approche » sur les instruments de mesure et pour l'application de la réglementation d'effet national,
  - assurer le suivi du parc d'instruments réglementés en service et le suivi des obligations des détenteurs de ces instruments ;
2. Le domaine non réglementé ; le développement de la métrologie sur le plan scientifique et sur le plan industriel est un facteur de développement de la compétitivité de l'économie française, faisant l'objet d'actions spécifiques :
  - actions nationales menées par la DARQSI (SDSIM) : coordination interministérielle, pilotage du Bureau national de métrologie,
  - actions régionales menées par les DRIRE : actions portant sur la métrologie dans le cadre des missions de développement industriel.